# 大阪ゴールドビリケーンズ
大阪ゴールドビリケーンズ（おおさかゴールドビリケーンズ、Osaka Gold Villicanes）は、かつて存在した大阪府のプロ野球独立リーグ球団。2008年に発足し、2009年は関西独立リーグ (初代)、2010年はジャパン・フューチャーベースボールリーグ（JFBL）に加盟していた。

## 概要
球団名は、幸運の神の像であるビリケン（Billiken）に由来する。日本では、大阪の二代目通天閣にあるものがよく知られている。
初年度はリーグ優勝を達成したが、シーズン終了後に三重スリーアローズ（2010年からリーグ戦に参加予定だった）に追随する形で関西独立リーグ (初代)を脱退、三重とともにジャパン・フューチャーベースボールリーグを設立した。しかし、2010年のシーズン中に選手による野球賭博が発覚、球団運営に支障を来す事態に陥り、発足から2年で解散することとなった。これが原因となってジャパン・フューチャーベースボールリーグも活動を停止している。
解散後の報道によると、当初の運営会社であるステラからの分配金が出ないと判明した後、出資者からは追加の承諾を得られず、初年度終了時点ですでに経営的に厳しい状態であったが、リーグ代表だった壁矢慶一郎（三重球団代表）から補填を受けてしのいだという。JFBLとなった2年目も、野球賭博問題でスポンサーが撤退する前から、「このままでは苦しい」と聞かされていたと監督の村上隆行は証言している。2010年シーズン後、選手からの未払給与の請求に対し代表は全額を支払うと約束したものの、部分的な支払いの後に「（残りは）支払えない」「経営断念を検討」と紙2枚だけの通知で伝えられたと村上は述べている。
監督の村上は解散後に、06BULLSを設立して監督となり、2018年シーズンまで務めた。

## 歴史
- 2009年3月27日 - 関西独立リーグが開幕。初の公式戦で神戸9クルーズと対戦。
- 2009年7月13日 - 前期優勝が決定。
- 2009年8月10日 - リーグの記者会見でオーナー企業3社が球団経営から撤退し、経営権の譲渡先を探すと発表。譲渡先決定までは一時的にリーグ預かりとなり、リーグが選手給与などを負担する形で後期リーグ戦を続行するとされた[2][注釈 1]。また今期の赤字見込みが1800万円にのぼることも合わせて明らかにされた[2]。
- 2009年9月27日 - 後期優勝が決定。前後期連覇のため初代の年間優勝チームとなる。
- 2009年10月18日 - 関西独立リーグの代表者会議で同リーグからの脱退が正式決定。同時にジャパン・フューチャーリーグ（のちジャパン・フューチャーベースボールリーグに改称。略称JFBL）への参加を表明[3]。
- 2009年11月9日 - 2010年シーズンのJFBLへの参加が正式に決定[4]。
- 2010年4月3日 - JFBLが開幕。三重スリーアローズと開幕戦を行う。
- 2010年6月25日 - 野球賭博に関わっていた選手ら8名を解雇処分としたことを発表[5]（詳細は後述）。
- 2010年9月17日 - JFBLより2011年シーズンの不参戦と、これに伴うJFBL自体の休止が発表される[6]。
- 2010年10月16日 - シーズン最終戦となる三重戦を住之江公園野球場で実施[7][8]。

- 2011年1月17日 - 球団を法的に整理し、今後の給与支払いは行わないとする文書を1月17日付で選手らに郵送[9]。これによりチームは正式に解散となった。

## 成績
| 年度 | 期 | 監督     | 順位 | 試合 | 勝利 | 敗戦 | 引分 | 勝率 | ゲーム差  |
| ---- | -- | -------- | ---- | ---- | ---- | ---- | ---- | ---- | --------- |
| 2009 | 前 | 村上隆行 | 1    | 36   | 19   | 15   | 2    | .559 | （注）1.0 |
| 2009 | 後 | 村上隆行 | 1    | 36   | 22   | 12   | 2    | .647 | （注）4.0 |

- 金地は優勝。

（注）2位とのゲーム差
| 年度 | 期 | 監督     | 順位 | 試合 | 勝利 | 敗戦 | 引分 | 勝率 | ゲーム差 |
| ---- | -- | -------- | ---- | ---- | ---- | ---- | ---- | ---- | -------- |
| 2010 | -  | 村上隆行 | 2    | 54   | 16   | 32   | 6    | .333 | 5.5      |

## 野球賭博関与問題
2010年6月16日、選手が日本プロ野球（NPB）を対象とした野球賭博に関わったとされる情報が村上隆行監督に寄せられた。球団が調査したところ8人が関与を申告、19日に契約を解除した。その後球団は大阪府警に相談していた。
6月25日、球団はこれら主力選手を含む8人を解雇処分としたことを発表し、謝罪した。8名は仲間うちで数千円から数万円を賭けていたとしている。村上監督は「ショックで悔しい。正直言って裏切られた気分です」とコメントした。同日、球団の最大スポンサーである森下仁丹が、契約の解除を通告した上、残る所属選手も12人となり、チーム維持が微妙な状態となった。ただ、試合開催については、7月9日までは予定通り行うことを表明していた。
6月30日、JFBLは、交流戦をおこなっている四国・九州アイランドリーグに対し、今後の運営方針・賭博問題の報告書、交流戦継続の要望書を提出。これを受け、アイランドリーグは7月1日の理事会で、交流戦を継続するか否かを検討する、とした。
7月1日、アイランドリーグは、「白紙」としていたJFBLとの交流戦について、野球賭博に無関係の選手を考慮し、7月以降も継続していくことを決定。もし、大阪が試合開催不能に陥った場合は、三重が代行するとした。
7月8日、相次ぐスポンサーの撤退に伴う資金不足から、球団経営を断念する方向で最終調整している、と報じられた。報道によると、野球賭博発表後、スポンサーの撤退が続出し、今期リーグ最終戦までの経費（遠征費・選手給与など）約2千万円の内、400万円前後しか手当てできていないとしている。 関係者は「最後まで努力するが、ハードルは高い」と述べ、経営を断念する場合は7月9日が最終戦となる模様で、その後はアマのクラブチーム化するか、三重への選手移籍などの案が挙がっていた。最終的に、大阪が撤退するか否かについては、15日までにアイランドリーグに伝えることになった。
7月10日、引き続きリーグ戦（交流戦を含む）に参加する、と発表した。相次ぐスポンサーの撤退により、経営状況は悪化しているが、支援スポンサーも集まっている、としていた。
8人が解雇処分となり選手が減少したため、村上監督およびコーチ陣（もともとコーチ兼任選手だった平下を除く）も選手登録され現役復帰した。シーズン終了後、前述通り解散となった。

## スタッフ・選手
- 大阪ゴールドビリケーンズの選手一覧を参照。

## マスコット
チビケーンくん（またはちびけーん）。ただし公式発表はなされなかった。
誕生日は2008年5月30日。ホームでの試合や、地元イベントなどに登場していた。チーム名ともなっているビリケンをモチーフにしている。背番号は2010年シーズンは116となった（メインスポンサーの仁丹の新製品の名前だった）。足は裸足状であった（着ぐるみは裸足に似せた靴を着用）。
- 「茶番やないでぇ!住之江劇場!」と呼ばれるブログを開設していた。球団非公式となっていたが、事実上球団のブログと呼べるものであった[要出典]。
- 球団公式サイトにおいても名前が平仮名表記である時とカタカナ表記である時があり、正式な名前が不明な点があった[要出典]。

## 公式マスコットガール
- 2010年 華彩なな